# 李師沆
李師沆（？—？），字靖源，號畏苍，湖广承天府潜江县人。明朝政治人物。

## 生平
萬曆三十七年（1609年）己酉科湖广鄉試舉人，天啓二年（1622年）壬戌科進士。除安肅知縣。安肅為畿輔衝繁近地，供億日夕无宁晷，沆敏练慈惠，事無廢而民享安和。甫報最，擢吏部文選主事，旋以母老乞假。林下十年，崇禎八年乙亥（1635年）詔起才能，補大理丞，遷南禮部郎中，轉河南參議，尋罷歸。結茅潭河，督耕屏迹，卒年六十四。

## 家族
曾祖李深。祖父李伯憲。父李柱。
子李善篤，性孝友，绩學砥行，一時有謹厚之稱。崇禎六年癸酉鄉舉，授廉州推官，卒於任。次子李善承，順治甲午選貢士，任潛山县丞。孫李詵劭，太學生，考授縣丞。